# الخلفیا
ال خلفیا (به فرانسوی: Al Khalfia) یک منطقهٔ مسکونی در مراکش است که در تادله ازیلال واقع شده‌است.

## خصوصیات
ال خلفیا ۱۴٬۳۴۱ نفر جمعیت دارد.